# Flucloxacillin
Flucloxacillin ist ein penicillinasefestes β-Lactam-Antibiotikum, welches besonders gegen β-Lactamasen-bildende Staphylokokken entwickelt wurde und deshalb auch als ein Staphylokokkenpenicillin bezeichnet wird.
Es gehört zu der Gruppe der Isoxazolylantibiotika, zu denen auch Cloxacillin (keine in Deutschland für den Menschen zugelassenen Präparate), Dicloxacillin und Oxacillin gehören. Das Mittel Cloxacillin ist auf der Liste der unentbehrlichen Arzneimittel der Weltgesundheitsorganisation gekennzeichnet und kann laut WHO mit einem Mittel der gleichen Stoffgruppe oder des gleichen Wirkspektrums ersetzt werden. Dieses Mittel ist in Deutschland Flucloxacillin oder Oxacillin. Das ebenfalls penicillinasefeste Methicillin wird nur zur Resistenzprüfung für MRSA und MRSE verwendet; diese Keime sind auch nicht mit Flucloxacillin behandelbar. Der Wirkstoff wurde 1968 von Beecham (jetzt GlaxoSmithKline) patentiert und kommt in Form verschiedener Salze zu Anwendung; dazu gehören das Natriumsalz, das Natriumsalz-Monohydrat sowie das Magnesiumsalz-Octahydrat.

## Indikation
Flucloxacillin ist zur Behandlung von Infektionen mit β-Lactamasen bildenden Staphylokokken (etwa Staphylococcus aureus und S. epidermidis), aber auch Streptococcus pyogenes, Klebsiella pneumoniae, Neisseria-Arten, Bacillus anthracis (Milzbrand), Bacillus subtilis, Clostridien sowie Listeria monocytogenes indiziert. Flucloxacillin ist gut gewebegängig, passiert die Plazentaschranke und geht in die Muttermilch über. Häufige Anwendung erfolgt bei Infektionen von Haut, Schleimhäuten und Weichteilgeweben – etwa bei Furunkeln und Abszessen, Pyodermie und Paronychien – sowie der Atemwege, Knochen und des Knochenmarks. Die meisten Enterokokken sind gegen Flucloxacillin resistent.

## Handelsnamen
Flanamox (D), Floxapen (A, CH), Staphylex (D), Fluclox (D)